# فیورانو مودنزه
فیورانو مودنزه (به ایتالیایی: Fiorano Modenese) یک کومونه در ایتالیا است که در استان مودنا واقع شده‌است. فیورانو مودنزه ۲۶٫۴ کیلومتر مربع مساحت و ۱۷٬۱۴۲ نفر جمعیت دارد و ۱۱۵ متر بالاتر از سطح دریا واقع شده‌است.

## خواهرخوانده
شهر Onda خواهرخواندهٔ فیورانو مودنزه هست.